# Nebo (Kentucky)
Nebo és una població dels Estats Units a l'estat de Kentucky. Segons el cens del 2000 tenia 220 habitants.

## Demografia
Segons el cens del 2000, Nebo tenia 220 habitants, 84 habitatges, i 67 famílies. La densitat de població era de 339,8 habitants/km².
Dels 84 habitatges en un 34,5% hi vivien nens de menys de 18 anys, en un 59,5% hi vivien parelles casades, en un 11,9% dones solteres, i en un 20,2% no eren unitats familiars. En el 19% dels habitatges hi vivien persones soles el 10,7% de les quals corresponia a persones de 65 anys o més que vivien soles. El nombre mitjà de persones vivint en cada habitatge era de 2,62 i el nombre mitjà de persones que vivien en cada família era de 2,97.
Per edats la població es repartia de la següent manera: un 25,5% tenia menys de 18 anys, un 13,2% entre 18 i 24, un 26,4% entre 25 i 44, un 24,1% de 45 a 60 i un 10,9% 65 anys o més.
L'edat mediana era de 36 anys. Per cada 100 dones de 18 o més anys hi havia 97,6 homes.
La renda mediana per habitatge era de 31.667 $ i la renda mediana per família de 36.250 $. Els homes tenien una renda mediana de 26.458 $ mentre que les dones 21.250 $. La renda per capita de la població era de 16.117 $. Cap de les famílies i el 3,9% de la població estaven per davall del llindar de pobresa.

## Poblacions més properes
El següent diagrama mostra les poblacions més properes.